# Comuna Novovolodîmîrivka, Bereznehuvate
Novovolodîmîrivka (în ucraineană Нововолодимирівка) este o comună în raionul Bereznehuvate, regiunea Mîkolaiiv, Ucraina, formată din satele Novoserhiivka și Novovolodîmîrivka (reședința).

## Demografie
Componența lingvistică a comunei Novovolodîmîrivka
     Ucraineană (91,3%)
     Rusă (6,64%)
     Română (1,57%)
     Alte limbi (0,24%)
Conform recensământului din 2001, majoritatea populației comunei Novovolodîmîrivka era vorbitoare de ucraineană (91,3%), existând în minoritate și vorbitori de rusă (6,64%) și română (1,57%).